# Генетичний резерват сосни (заказник)
Генетичний резерват сосни — ботанічний заказник місцевого значення. Об'єкт розташований на території Любомльського району Волинської області, ДП «Любомльське ЛГ», Замлинське лісництво, квартал 50, виділи 28, 29.
Площа — 3,8 га, статус отриманий у 2014 році.
Охороняється ділянка лісових насаджень, де домінує сосна звичайна (Pinus sylvestris), що використовуються як лісонасіннєва. Трапляються рідкісні види рослин, занесені в Червону книгу України – вовчі ягоди пахучі (Daphne cneorum) та плодоріжка блощична (Anacamptis coriophora).